# 沃苏勒亚洲国际电影节
維蘇亞洲國際影展（法语:Festival international des cinémas d'Asie），簡稱維蘇影展，创办于1995年，是欧洲创办时间最早的亚洲电影节，也是欧洲唯一一个专门介绍亚洲地区电影的电影节。每年在法国的維蘇举办。